# Görcsönydoboka
Görcsönydoboka es un pueblo ubicado en el distrito de Mohács, en el condado de Baranya, Hungría.

## Superficie
Posee una superficie de 9,510 kilómetros cuadrados.

## Demografía
Hasta 2019 la población era de 337 habitantes, con una densidad de población de 35,44 habitantes por kilómetro cuadrado.